# رودريغو غرا
رودريغو غرا (بالبرتغالية: Rodrigo Gral‏) (21 فبراير 1977 في تشابيكو في البرازيل – )؛ هو لاعب كرة قدم سابق كان يلعب كمهاجم.

## وصلات خارجية
- رودريغو غرا على موقع الاتحاد الدولي (مؤرشف)  (الإنجليزية)
- رودريغو غرا على موقع رابطة كرة القدم اليابانية للمحترفين (اليابانية)
- رودريغو غرا على موقع قاعدة بيانات كرة القدم.إي يو (الإنجليزية)
- رودريغو غرا على موقع Soccerway.com (الإنجليزية)
- رودريغو غرا على موقع عالم كرة القدم.نت (الإنجليزية)